# (2818) Juvénal
(2818) Juvénal, désignation internationale (2818) Juvenalis, est un astéroïde de la ceinture principale.

## Description
(2818) Juvénal est un astéroïde de la ceinture principale. Il fut découvert par Cornelis Johannes van Houten, Ingrid van Houten-Groeneveld et Tom Gehrels le 24 septembre 1960 à l'observatoire Palomar. Il présente une orbite caractérisée par un demi-grand axe de 2,37 UA, une excentricité de 0,15 et une inclinaison de 2,95° par rapport à l'écliptique.
Il fut nommé en hommage au poète satirique romain Juvénal (100 av. J.-C.).

## Compléments